# ゼビウス3D/G
『ゼビウス3D/G』（ゼビウススリーディージー、XEVIOUS 3D/G）は、1996年5月にナムコ（後のバンダイナムコアミューズメント）より稼働されたアーケードゲーム。ジャンルはシューティングゲーム。『ゼビウス』のシリーズ作品の一つである。2013年6月26日よりゲームアーカイブスで配信されている。

## ゲーム概要
対空、対地ショットで敵を倒していき、エリア（ステージ）の最後に登場するボスを倒せばそのエリアはクリアとなる。全7エリア構成。
対空ショットは全部で3種類（後述）あり、対地ショットは初代と仕様が大きく異なり、連射可能で、照準が合いさえすれば移動する地上物もロックオンして追尾するが、1発でまとめて破壊する事ができなくなった。装備によっては照準が消え、射程制限がない場合もある。
3種類の用途が異なるアイテム(ウェポン)が登場し従来のゼビウスとは一線を画する。その要素はアイテムに頼る面が大きい。自機はパワーアップによる爽快感はうすいと言われているが、敵の多くの弾を縫うように避けるときの爽快感を追求している。

## アイテム
地上物「ポラドーム」を破壊すると出現。現在の装備中のアイテムと同じ色のアイテムを取るとパワーアップする（2段階まで）。
青（ディオス）
初期装備。パワーアップするとザッパーの数が増え、扇状に拡散する広範囲のザッパーを撃てるようになる。威力より範囲重視の装備だが、耐久力の高い敵に近距離で連射すると威力も高い。
緑（ゲルマック）
緑のレーザーを撃てる。パワーアップすると威力が上がる。ボスや大型の敵など耐久力が高い敵に使うと早く倒せる。
赤（ドークト）
唯一対地装備も変更されるアイテム。敵をサーチして攻撃する空中向けの赤と地上向けの黄色の、それぞれのホーミングレーザーが撃てる。パワーアップするとサーチレーザーの本数が増える。対空ショットボタンで空中の敵を、対地ショットボタンで地上の敵を攻撃できる。2つのボタン同時押しで対空と対地に同時攻撃できるが、同時攻撃中はサーチレーザーは対空/対地に分散されるため攻撃力はどちらかの単独攻撃時よりは劣る。

## 敵キャラクター
本作オリジナルのもののみ記述する。従来の作品と異なり、地球軍の呼び名である「コードネーム」は設定されていない。

### 主なザコキャラクター

#### 空中
ウォーブリア
五角形のような空中物。海中から出現し、自機目がけて2方向に光線を放つ。耐久力があり、何発も攻撃しないと倒せない。出現する場所は固定されている。
セラビサイト
出現場所は固定。突如ワープして登場。縦に長いレーザーを横に敷くように移動しながら左右端を使い切って伸ばしてくる。端まで伸ばし終わると再度ワープして消え去っていく。
エスカリオ

カピ・ネーリオ
名前通り初代ゼビウスから登場しているカピの亜種で形状も似ているが、出現するとすぐに上空へ飛んで去っていくカピと異なり、出現するとしばらく画面内に留まり、連続してスパリオ弾を撃ってくる。機体のサイズもカピより数回り大きい。
マーフィキュード

セッジオ
ゼラスト
ドルシーク
後部にウイングが二つ付いた台形に近い形をした空中物。耐久力があり、何発も攻撃しないと倒せない。出現する場所は基本的に固定。難易度やランク上昇によっては更に出現場所が増えることもある。
フィラステータ
出現場所は固定。五角形状の敵で五つの角の先端に付いた針状のレーザー砲から、それぞれ五方向へ、直進する速いレーザーを回転しながら三回放ってくる。上空から垂直に降りてきて登場し、レーザーを三回放つとまた上空へ飛んで去っていく。
サイス
出現場所は固定。上空から降り注ぐレーザー。敵ではなく、レーザーによる攻撃であるため、破壊することができない。内部ランクや難易度が高いと数が増える。

#### 地上
リトス
ドムリトス
ログラムやドモグラムに似た地上物。スパリオではなく、上空へ扇形状のバリアを形成して攻撃してくる。リトスは動かないが、ドムリトスは地上を動く。
アストヴァポア
ソルみたく、地中から出現する、細長の塔のような地上物。二種類存在し、一つは塔の中心部から高速のスパリオを短い間隔で発射してくる。
もう一つは塔の上部が回転し、塔の中央から、自機を目がけて高速のレーザー状の弾を単発で発射してくる。
どちらも、高さがある為、ザッパーなどの空中攻撃でも破壊可能。
リテラロイド
エネフロッサー
ディバリド
ガル・ディバリド
ある場所の地中から突然出現する固定砲台。出現場所は固定されているが、数はランクや難易度により異なる。ガル・ディバリドはディバリドの強化版で、高難易度や高ランクで初めてディバリドと共に登場する。
ヴェルザ
水上を移動する、ボートのような地上物。スパリオで攻撃してくる。
オルソル
赤いソル。直前のエリアのソルとアルゴソルを全て出現させた時のみ出すことが可能。他の隠れキャラ出現の鍵となる地上物。

### ボスキャラクター
ガウルクドーラ
エリア1のボス。
イーリアザーナイド
エリア2のボス。
クォーザーダ
エリア3のボス。
サークザーバイア
エリア4のボス。
ギャリアジード
エリア5のボス。
オーラレイア
エリア6のボス。第一形態と第二形態が存在。
ガンプ
エリア7のボス。本作の最終ボス。

## 移植
ゼビウス3D/G+  1997年3月28日発売 プレイステーション
アーケード版のゼビウス3D/Gに加え、『ゼビウス』、『スーパーゼビウス』、『ゼビウス・アレンジメント（アーケードゲーム『ナムコクラシックコレクション Vol.1』からの移植）』の計4作品が収録された。
プレイステーション版の『3D/G』と『アレンジメント』には、それぞれアレンジされた新BGMも用意されており、オプションでアーケード版のBGMと切り替えが可能。また、エンディングを含めたデモのムービー部分は、全てプレイステーション用に新規に制作されたものであり内容はアーケード版とは異なる。その為、アーケード版にあったエンディングBGMは収録されていない。また、プレイステーション実機でのプレイでは、所々アーケード版と比べて処理落ちする箇所も見受けられた。なお、ナムコミュージアム版ゼビウスは、PS2でプレイすると動作が非常に重くなる不具合が発生したが、３D/G収録のゼビウスはPS2でも普通にプレイできる。

## 備考
ゲームスタート時に隠しコマンドを入力すると、自機が鉄拳シリーズの三島平八やポール・フェニックスに変化し、それぞれ独自の性能になる。これはアーケード版・移植版どちらでもできる。しかしながら平八の移動速度は、7面の浮き沈みする地形の地帯に耐えられないほどの遅さであり、敵の攻撃を避けるのも極めて困難になる。ポールはシューティングゲーム史上の「一発でやられる仕様の自機として最高速度（『グラディウス』の自機「ビックバイパー」の最高速を上回る秒間360ドット）」であり、どちらもゲームバランスを勘案しているとはとても思えないものであった。雑誌『ゲーメスト』1996年5月上旬号の中でも「お金を払ってまで使う価値はない。」という説明がなされている。
隠し自機といえば、通常機体よりも何か優れた要素があったりスコアが高くなるような仕様であることが多いが、ゲーム・スコア共に全く有利にならない隠し自機というのは極めて稀である。